# Manu Ginóbili
Emanuel David Ginóbili (Bahía Blanca, 28 juli 1977) is een Argentijns voormalig basketballer. Hij is een van de twee spelers (samen met Bill Bradley) die een EuroLeague-titel, een NBA-kampioenschap en een Olympische gouden medaille heeft gewonnen. Ginóbili speelde in heel zijn NBA-carrière bij de San Antonio Spurs en won viermaal het NBA-kampioenschap.
Ginóbili komt uit een familie van professionele basketbalspelers. Hij bracht het eerste deel van zijn carrière door in Argentinië en Italië, waar hij verschillende individuele- en team-onderscheidingen won. Zijn verblijf bij de Italiaanse club Kinder Bologna was bijzonder succesvol; hij won twee Italiaanse MVP-prijzen, de EuroLeague Finals MVP en het EuroLeague-kampioenschap 2001 en de Triple Crown.
Ginóbili werd de 57e keuze in de NBA Draft van 1999 en trad in 2002 toe tot de San Antonio Spurs. Hij werd al snel een belangrijke speler voor het team. Hij stond samen met Spurs-teamgenoten Tim Duncan en Tony Parker bekend als de "Big Three". Naast zijn vier NBA-kampioenschappen werd Ginóbili in 2005 en 2011 uitgeroepen tot All-Star en werd twee keer geselecteerd in het All-NBA Third Team. In 2007-08 werd hij uitgeroepen tot de NBA Sixth Man of the Year.
Op 27 augustus 2018 kondigde hij zijn pensionering aan.